# Eduard Pichl

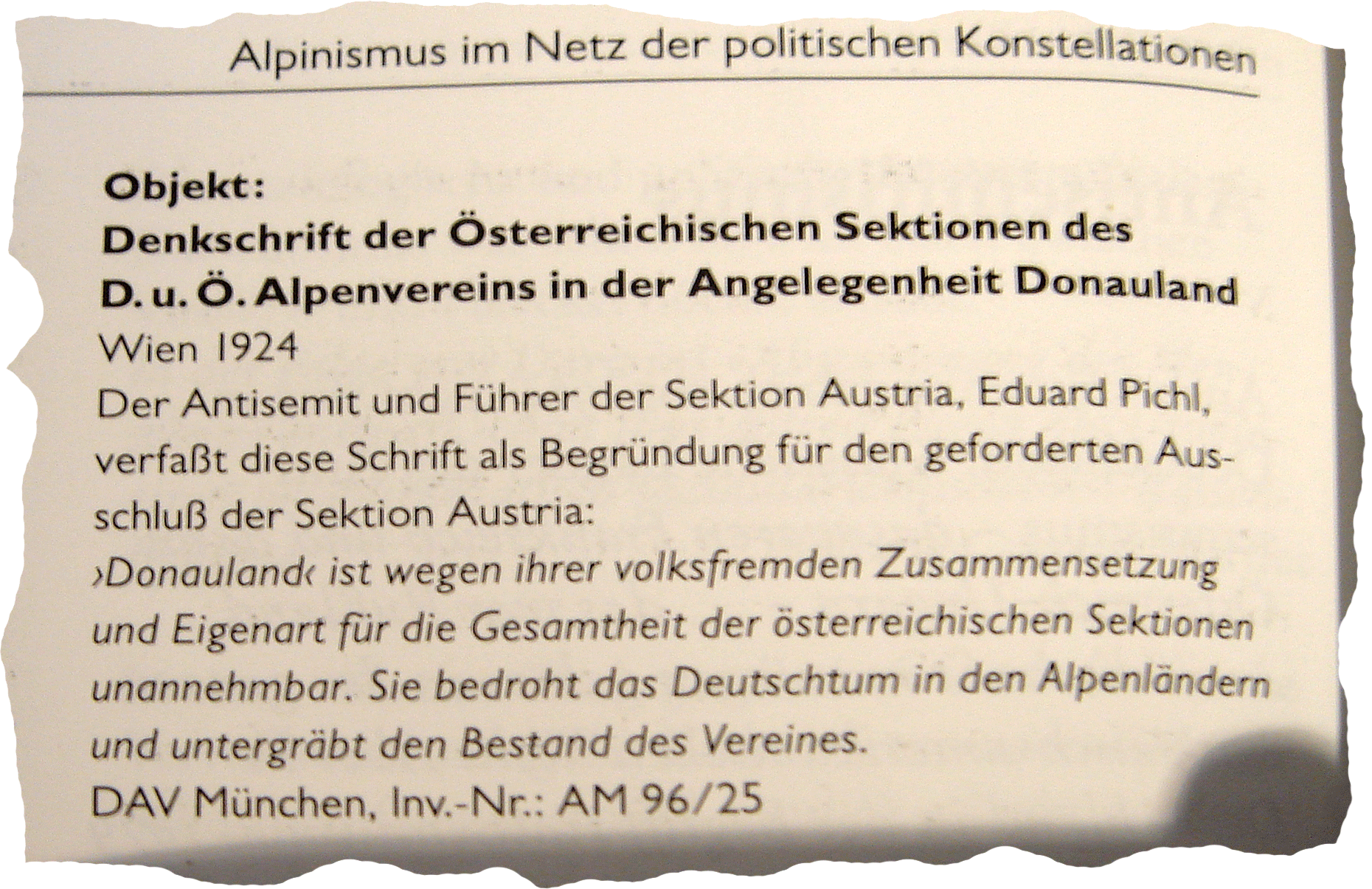

Eduard Pichl (15. září 1872, Vídeň – 15. března 1955, Ramsau am Dachstein) byl rakouský horolezec, který jako první zdolal nejvýznamnější skalní stěny ve Východních Alpách.
Jako předseda sekce Austria Rakouského alpského spolku (Österreichischer Alpenverein) prosadil antižidovská pravidla a dosáhl vyloučení Židů z rakouského horolezeckého života.
Mezi jeho slavné lezecké partnery patřili Gustav Jahn a Franz Zimmer.

## Přehled významných výstupů
Eduard Pichl vylezl přibližně padesát významný prvovýstupů a deset významných variant. Mezi nejpopulárnější patří severní stěny Buchstein, Ödstein, Sparafeld a Planspitze v pohoří Gesäuse, jižní stěna Dachsteinu, severozápadní hřeben Cimone de la Pala a severní stěna Sasso Lungo v Dolomitech a Akademikersteig v pohoří Raxalpen. Horolezci je dodnes lezou velmi často.